# 新庄藩 (大和國)
布施藩（日语：／ Fuse-han */?）是日本大和國葛下郡布施鄉的藩，慶長5年11月18日（1600年12月23日）或慶長6年（1601年）創藩，慶長10年代（1605年至1614年）改稱為新庄藩（日语：／ Shijō-han */?），天和2年5月26日（1682年7月1日）廢藩，延寶8年8月7日（1680年8月30日）創藩的同名藩作為定府在大和國葛上郡東松本設有代官和大目付定居的松本役所，文久3年（1863年）5月轉移至大和國葛上郡俱尸羅而改稱俱尸羅藩（日语：／ Kujira-han */?），同年8月採用佳字改名為櫛羅藩（日语：／ Kujira-han */?），明治4年7月14日（1871年8月29日）廢藩。
石高在高峰期是20,004石，藩廳在新庄藩時期是新庄陣屋，櫛羅藩時期是櫛羅陣屋，藩校是創立於元治元年（1864年）的藩立學校，人口在明治2年（1869年）時是519戶2,273人。武家屋敷方面，桑山家時期江戶藩邸上屋敷在寬文12年（1672年）時位於源介橋西入，天和元年（1681年）時位於愛宕下，永井家時期江戶藩邸上屋敷先後設於鍛冶橋內、番町廣小路、下谷池之端和麴町一丁目，中屋敷先後設於權太原和四谷信濃町，下屋敷先後設於權田原、本所二目和四谷信濃町，京屋敷則位於四條通大宮。

## 歷史
桑山一晴在關原之戰中擊敗堀內氏善有功，獲其祖父桑山重晴分知，以約20,000石入主大和國葛下郡布施鄉，當時陣屋設於屋敷山古墳附近，並且分割其以東的葛下郡道穗村和桑海村來建立陣屋町，最初名為新城村，慶長10年代（1605年至1614年）改稱為新庄村，藩名也易名為新庄藩。根據《德川加封錄》記載，一晴是在慶長5年11月18日（1600年12月23日）入主新庄，《寬政重修諸家譜》則稱是慶長6年（1601年），同時記載一晴在慶長5年分知4,000石予重晴作為隱居費。
慶長9年2月28日（1604年3月28日），一晴死去，由於沒有嗣子，因此由其弟桑山一直繼位。一直在大坂冬之陣時出兵至河內國小山，大坂夏之陣時則與後藤基次和薄田兼相等人交戰，均立下戰功。元和2年（1616年），一直憑其戰功與市橋長勝、堀直寄、松倉重政等人在德川家康臨終之際獲其召見，並且獲承諾加增領地。同年12月12日（1617年1月19日），一直在旗本別所孫次郎住處喝酒時，孫次郎與另一旗本伊東治明發生爭執，一直在場調停時受傷，治明也被殺害，加增一事就此撤回。
寬永3年至寬永9年（1626年至1632年），一直在一晴之女嫁予桑山貞晴之子旗本桑山貞利時分知3,000石予貞利，石高也減至13,000石。寬永13年8月22日（1636年9月21日），一直之子桑山一玄繼位。翌年12月22日或25日（1638年2月5日或8日），一玄在大和高取藩藩主本多政武病死後駐守於高取城二之丸。延寶5年8月23日（1677年9月19日），一玄之子桑山一尹繼位，他分知1,200石予其弟桑山一慶，800石以及新田200石予另一弟桑山一英，石高因此減至11,000石。延寶7年5月26日（1679年7月4日），一尹奉命駐守近江國水口城。天和2年5月26日（1682年7月1日），一尹在寬永寺舉行的江戶幕府將軍德川家綱法會時由於對敕使不敬而被改易，根據《斷家譜》記載起因則是由於他與陸奧八戶藩藩主南部直政發生爭執。
另一方面在延寶8年6月26日（1680年7月21日），丹後宮津藩藩主永井尚長在增上寺舉行的家綱新葬法會上被志摩鳥羽藩藩主內藤忠勝殺害，永井家因而被改易。同年8月7日（8月30日），尚長之弟永井直圓獲賜大和國葛上郡、忍海郡和葛下郡內24村共10,000石。根據《藩史大事典》和《角川日本地名大辭典》說法，沒有紀錄證明直圓曾經在新庄設置陣屋。根據延寶9年（1681年）的武鑑記載，直圓的領地是大和國葛城，天和3年（1683年）之後的武鑑才記載為大和國新庄。而且，根據元祿（1688年至1704年）時的《土芥寇讎記》記載，領地只有當地的官員居住，其他人均居於江戶，也就是定府。享保（1716年至1736年）之後的地方文獻則記載有代官和大目付定居於葛上郡東松本的松本役所。相對地，《日本歷史地名大系》指直圓在新庄設有陣屋。
文久3年（1863年）2月，由於新庄周圍是幕府領等他人的領地，因此藩主永井直幹打算遷移至領地內石高幾乎是最多且固若金湯的俱尸羅，同年2月28日（4月15日）在俱尸羅村字岸之上（岸ノ上）興建陣屋，並且在同年5月轉移。同年8月，直幹採用佳字而改名為櫛羅藩。慶應元年10月13日（1865年11月30日），下總高岡藩藩主井上正瀧五子作為永井直壯的養子而繼位，即永井直哉。翌年3月，直哉作為藩主首次前往陣屋，這也是歷任藩主中首次有藩主前往陣屋。慶應3年10月9日（1867年11月4日），櫛羅藩各村申請豁免對土山宿的助鄉。明治4年7月14日（1871年8月29日），廢藩置縣。

## 歷任藩主
| 家名          | 家格                | 名稱              | 石高               | 領地                                              |
| ------------- | ------------------- | ----------------- | ------------------ | ------------------------------------------------- |
| 桑山家        | 外樣 陣屋           | 桑山一晴          | 20,004石↓ 16,000石 | 大和國葛上郡和葛下郡                              |
| 桑山家        | 外樣 陣屋           | 桑山一直          | 16,000石           | 大和國葛上郡和葛下郡                              |
| 桑山家        | 外樣 陣屋           | 桑山一玄          | 16,000石↓ 13,000石 | 大和國葛上郡和葛下郡                              |
| 桑山家 永井家 | 外樣 陣屋 譜代 陣屋 | 桑山一尹 永井直圓 | 11,000石 10,000石  | 大和國葛上郡和葛下郡 大和國葛上郡、忍海郡和葛下郡 |
| 永井家        | 譜代 陣屋           | 永井直亮          | 10,000石           | 大和國葛上郡、忍海郡和葛下郡                      |
| 永井家        | 譜代 陣屋           | 永井直國          | 10,000石           | 大和國葛上郡、忍海郡和葛下郡                      |
| 永井家        | 譜代 陣屋           | 永井直溫          | 10,000石           | 大和國葛上郡、忍海郡和葛下郡                      |
| 永井家        | 譜代 陣屋           | 永井直方          | 10,000石           | 大和國葛上郡、忍海郡和葛下郡                      |
| 永井家        | 譜代 陣屋           | 永井直養          | 10,000石           | 大和國葛上郡、忍海郡和葛下郡                      |
| 永井家        | 譜代 陣屋           | 永井直幹          | 10,000石           | 大和國葛上郡、忍海郡和葛下郡                      |
| 永井家        | 譜代 陣屋           | 永井直壯          | 10,000石           | 大和國葛上郡、忍海郡和葛下郡                      |
| 永井家        | 譜代 陣屋           | 永井直哉          | 10,000石           | 大和國葛上郡、忍海郡和葛下郡                      |

## 領地
| 令制國 | 郡             | 領地 |
| ------ | -------------- | --- |
| 大和國 | 葛上郡（7村）  | 下茶屋村、樋野村、南室村、原谷村、富田村、柏原村、池內村                                                                                           |
| 大和國 | 葛下郡（18村） | 今里村、橫大路村、田井村、花內村、大中村、高田村、松塚村、土庫村、神樂村、有井村、新庄村、正道寺村、藤井村、辨庄村、道穗村、桑海村、西室村、中戶村 |

| 令制國 | 郡     | 領地 |
| ------ | ------ | --- |
| 大和國 | 葛上郡 | 櫛羅村、東松本村、本馬村、竹田村、宮戶村、鎌田村、西松本村、小林村、小林村四郎兵衛株、三室村                                   |
| 大和國 | 葛下郡 | 笛堂村、大屋村、兵家村 |
| 大和國 | 忍海郡 | 笛吹村、小林村、小林村之內四郎兵衛方、馬場村、梅室村、寺口村、北十三村、今城村、東辻村、新村、柳原村、出屋敷村、平岡村、山口村 |

## 註解
1. ↑  布施鄉現為奈良縣葛城市北道穗、南道穗、辨之庄、中戶、新庄、葛木、大屋、南藤井和寺口一帶[1][2]。
2. ↑  櫛羅現為奈良縣御所市櫛羅（日语：櫛羅）[2]。
3. ↑  現行對應地名如下[5]：
  - 愛宕下現為東京都港區愛宕山東部西新橋至新橋一帶的低地。
  - 鍛冶橋現為東京都千代田區2、3丁目與八重洲交界的鍛治橋路口一帶。
  - 麴町一丁目上屋敷現為千代田區一番町1的英國駐日本大使館[6]。
  - 權太原（權田原）現為東京都港區元赤坂2丁目和新宿區南元町一帶[7]。
  - 四谷信濃町現為新宿區信濃町[8]。
  - 本所二目現為東京都墨田區兩國4丁目內。
  - 四條通大宮
4. ↑  現行對應地名如下[2]：
  - 道穗村現為葛城市北道穗和南道穗。
  - 桑海村現為葛城市葛木。
  - 新庄村現為葛城市新庄。
5. ↑  小山現為大阪府藤井寺市小山（日语：小山村 (大阪府)）、東藤井寺町、津堂、岡、御舟町、小山新町、小山藤美町和小山藤之里町一帶[10]。
6. ↑  東松本現為御所市東松本（日语：東松本 (御所市)）[2]。

## 外部連結
- . kotobank （日语）.